# Myotis welwitschii
Myotis welwitschii е вид бозайник от семейство Гладконоси прилепи (Vespertilionidae).

## Разпространение
Видът е разпространен в Ангола, Бурунди, Гвинея, Демократична република Конго, Етиопия, Замбия, Зимбабве, Кения, Малави, Мозамбик, Руанда, Танзания, Уганда, Южен Судан и Южна Африка.